# Sunday Audio Show〜アナと日曜のパーマ〜
『Sunday Audio Show〜アナと日曜のパーマ〜』（サンデー・オーディオ・ショー〜アナとにちようのパーマ〜）はNACK5のラジオ番組。

## 概要
これまでの『びーさんぼーいず〜Be SUNDAY BOYS〜』の放送枠を受け継ぎ、新しい日曜の午前中の生ワイド番組として放送開始。
この番組では、未明の時間帯に放送されている「ラジオのアナ〜ラジアナ」で人気を誇る2人のパーソナリティがコンピを組み、「おもしろく？にぎやか」に送る「情報トークバラエティー」となっている。内容は、音楽の即興コーナーや「生活の小ネタ」になるコーナーなど、「思わず微笑んでしまう企画」を送る。

## 放送時間
- 毎週日曜日 8:00 - 12:00

## パーソナリティ
- 小林アナ
- パーマ大佐

## タイムテーブル・主なコーナー
※2023年12月現在
8時台
- 8:00 オープニング
- 8:08 NACK5 TRAFFIC
- 8:10 NACK5 WEATHER
- 8:40 箱番組『にっぽん全国ひろし旅』（溝畑宏、橘ゆりか）

9時台
- 9:05 NACK5 TRAFFIC（瀬戸見建設提供）
- 9:40 箱番組『さくまひできのサンデー音楽工房』（さくまひでき）

10時台
- 10:03 NACK5 TRAFFIC
- 10:10 箱番組『ADVANCE EARTH』（今井ちひろ）
- 10:25 箱番組『大野もとひろ SAITAMA+』（大野もとひろ[2]、大野ひろみ）
- 10:45 FM Radio Shopping
- 10:53 NACK5 TRAFFIC
- 10:55 NACK5 NEWS（植万由香[3]アナウンサー担当）

11時台
- 11:05 箱番組『由紀さおり 音楽（）の宝石箱』（由紀さおり）
- 11:28 NACK5 WEATHER
- 11:30 NACK5 TRAFFIC
- 11:34 FM Radio Shopping
- 11:55 エンディング

交通情報は警視庁スタジオアナウンサーが担当する。

### 箱番組
- 『にっぽん全国ひろし旅』（溝畑宏、橘ゆりか） 8:40ごろ
- 『さくまひできのサンデー音楽工房』（さくまひでき） 9:40ごろ
- 『ADVANCE EARTH』（今井ちひろ） 10:10ごろ
- 『大野もとひろ SAITAMA+』（大野もとひろ[3]、大野ひろみ）
- 『由紀さおり 音楽（）の宝石箱』（由紀さおり） 11:05ごろ